# Across the River and into the Trees
Across the River and Into the Trees, in het Nederlands vertaald als Over de rivier en onder de bomen, is een roman van Ernest Hemingway die in 1950 in boekvorm verscheen bij Charles Scribner's Sons nadat het eerder dat jaar als feuilleton was gepubliceerd in Cosmopolitan Magazine. De Nederlandse vertaling werd in 1951 uitgegeven bij A.J.G. Strengholt in Amsterdam, in de vertaling van Els Veegens-Latorf, en maakte deel uit van de Roosevelt-reeks. 

## Verhaal
De titel is ontleend aan de in delirium gesproken laatste woorden van generaal Stonewall Jackson (1824-1863), 'Let us cross over the river, and rest under the shade of the trees.'
De handeling betreft de liefde tussen een in de oorlog zwaar gewonde kolonel van middelbare leeftijd en een achttienjarig meisje in Venetië, verhaald in een lange flashback van de oud-officier vlak voor zijn overlijden aan een hartaanval, tijdens de jacht op eenden in Triëst. 

## Receptie
De reacties in Amerika op de roman waren gemengd, maar tegenwoordig geldt het boek als een belangrijk werk van Hemingway, met autobiografische trekken: het gaat over de relatie tussen Hemingway en Adriana Ivancich in Venetië. Adriana Ivancich ontwierp ook de boekomslag.